# Thierry Guetta
Thierry Guetta, noto anche con lo pseudonimo di Mr. Brainwash ("MBW") (Garges-lès-Gonesse, 1966, secondo un'altra fonte è nato a Sarcelles), è un artista e writer francese.

## Biografia
Nato da una famiglia di origine ebraica tunisina, ultimo di cinque figli, cugino dell'artista Invader, Thierry Guetta cresce in un ambiente familiare profondamente legato all'arte. Fin da giovane sviluppa una passione per l'arte e la cultura visiva. A seguito della perdita della madre, nel 1985 si trasferisce negli Stati Uniti, a Los Angeles, dove intraprende una carriera nel campo della moda e della videoarte.

### Carriera artistica
Mr. Brainwash si fa conoscere nel mondo dell'arte dopo aver incontrato il celebre street artist Banksy a Los Angeles. Ispirato da questo incontro, decide di intraprendere una carriera nell'arte visiva, adottando lo pseudonimo di Mr. Brainwash. Il suo stile eclettico fonde elementi di pop art, graffiti e cultura popolare, caratterizzato da colori vivaci e audaci collage.
Nel 2008, inaugura la sua prima mostra-evento, "Life is Beautiful", che riscuote un enorme successo, attirando l'attenzione dei media e dei collezionisti d'arte. Questo evento segna una svolta decisiva nella sua carriera, permettendogli di farsi conoscere nel panorama dell'arte contemporanea.
Nel 2009, Mr. Brainwash crea la copertina dell'album Celebration di Madonna, consolidando ulteriormente la sua fama internazionale.
La sua seconda mostra, "ICONS", si svolge il 14 febbraio 2010 a New York, in un magazzino abbandonato di 1400 m². Secondo quanto riportato da Anthony Haden-Guest, blogger per The Daily Beast, un ritratto di Jim Morrison creato con vinili rotti esposto in tale occasione è stato venduto per la somma di 100.000 dollari. Durante l'esposizione sono state inoltre realizzate enormi lattine, con dimensioni variabili da circa un metro fino a oltre tre metri.
Nel giugno 2011, Mr. Brainwash collabora con i Red Hot Chili Peppers. A Los Angeles, posiziona graffiti raffiguranti un robot e il logo della band con la data 30 agosto 2011 in vari punti della città. Inizialmente, la band nega ogni collegamento con l'artista, ma successivamente, il 14 luglio 2011, TMZ.com rivela che i graffiti erano parte della promozione ufficiale del nuovo album del gruppo, I'm with You, uscito proprio il 30 agosto. Mr. Brainwash conferma di essere l'autore delle opere, aggiungendo di avere in programma altri progetti con la band.
Nel 2013 Guetta prende parte all'esposizione Art Wars alla Saatchi Gallery di Londra, curata da Ben Moore. In quest'occasione, crea un casco di Stormtrooper in favore della fondazione Missing Tom, esposto sulla piattaforma di Regent Park.

### Stile e influenze
Il lavoro di Mr. Brainwash è spesso descritto come una fusione di critica sociale e omaggi alla cultura popolare. Le sue opere mettono in evidenza icone famose, personaggi di film e riferimenti musicali, trattando tematiche come la società dei consumi, la celebrità e l'autenticità. L'approccio umoristico e provocatorio del suo lavoro attrae un ampio pubblico, rendendo il suo arte accessibile, pur suscitando riflessioni profonde.

### Collaborazioni e progetti
Nel corso degli anni, Mr. Brainwash ha collaborato con numerosi artisti e brand di fama internazionale, consolidando la sua posizione nel panorama artistico globale. Le sue opere sono state esposte in gallerie prestigiose in tutto il mondo, e ha preso parte a numerosi progetti artistici e eventi culturali.

### Eredità e impatto
Mr. Brainwash è considerato una figura emblematica dello street art contemporaneo. Il suo percorso non convenzionale e il suo stile distintivo hanno contribuito a rendere più accettabile il movimento del street art nel mondo dell'arte contemporanea tradizionale. Nonostante le controversie legate al suo lavoro e al suo metodo di creazione, rimane una figura affascinante che continua a influenzare molti artisti contemporanei.

### Vita personale
Mr. Brainwash vive attualmente a Los Angeles, dove continua a creare e esporre le sue opere. La sua personalità carismatica e il suo impegno per l'arte lo rendono una figura centrale sulla scena artistica odierna.

### Firma
Tutte le sue opere uniche presentano l'iscrizione "Life Is Beautiful" sul retro, l'impronta del suo pollice, una firma a mano e una banconota da un dollaro con un numero di serie che corrisponde all'opera.

## Mostre
- Life Is Beautiful, Hollywood, estate 2008
- Life Is Beautiful: Icons, New York, 14 febbraio 2010
- Opera Gallery, Londra, 6 ottobre 2011
- Festival del Film di Toronto, Toronto, 2011
- Giochi Olimpici, "The Old Sorting Office", Londra, 2012
- Life Is Beautiful: Under Construction, Miami, 2013
- Life Is Beautiful: Untitled, Miami, 2014
- Life Is Beautiful: Art Show 2011, Los Angeles, 2011
- Murales per l'11 settembre, New York, 2014-2015
- Murales a Washington per la Giornata Internazionale della Donna, Washington, 2016

- Mr. Brainwash Art Museum, Beverly Hills, 2018

## Collaborazioni artistiche

### Musica
- Madonna, Album "Celebration", 2009
- Red Hot Chili Peppers, Album "I'm with You", 2011
- Michael Jackson, Album postumo "Xscape", 2014
- Wyclef Jean con Avicii, Singolo "Divine Sorrow", 2014
- Kygo, Album "Cloud 9", 2017

### Eventi e Marchi
- "The Tonight Show" con Jimmy Fallon, 2014
- Hard Rock Hotel, Las Vegas, 2014
- Mercedes-Benz, 2014
- Hublot, Bal Harbour, 2015
- Anniversario di Coca-Cola, 2015
- Sunglass Hut, New York, 2016

## Documentario

### Exit Through the Gift Shop
Thierry Guetta ha utilizzato lo pseudonimo Mr. Brainwash nel film Exit Through the Gift Shop. Nel film, diretto da Banksy con l'aiuto di Shepard Fairey, le sue interviste si susseguono a quelle di personaggi come Invader, Fairey e Banksy stesso. Guetta è presentato come un cittadino francese che vive ora a Los Angeles, ex proprietario di un negozio di vestiti e videoamatore trasformatosi nel tempo in uno street artist, influenzato per l'appunto dalla street art che aveva conosciuto grazie a suo cugino (il francese Invader, altro famoso street artist) e documentato tramite i suoi filmati amatoriali nel corso degli anni.
L'opera di Guetta è fortemente influenzata dagli stili e dalle idee di vari personaggi incontrati durante le sue riprese, inclusi Banksy e Fairey. Come Banksy, Guetta usa immagini famose, alcune anche coperte da copyright, modificandole poi secondo il proprio gusto. A differenza di Banksy, che nel film viene mostrato mentre lavora alle sue opere, Guetta afferma che il suo lavoro consiste principalmente nello "scanning and photoshopping" (copiare e modificare), attività portate avanti dai suoi collaboratori. Guetta stesso ammette in Exit Through the Gift Shop che la maggior parte del processo di creazione artistica è demandata ai suoi collaboratori, a cui viene solo spiegata l'idea di fondo dell'opera.

## Citazioni in altre opere
Il disco del rapper italiano Fedez, uscito il 5 marzo 2013 per l'etichetta discografica Sony Music, si chiama Sig. Brainwash - L'arte di accontentare, titolo che cita proprio l'artista francese.
Brainwash è inoltre citato, insieme a Banksy, da Mike Shinoda nel brano Until it breaks dei Linkin Park, presente nel loro quinto album studio Living Things.